# Арнульф (герцог Баварії)
Арнульф I Злий (нім. Arnulf der Bose; близько 898  —14 липня 937) — герцог Баварії у 907—937 роках.

## Життєпис
Був сином Луїтпольда, маркграфа Баварії, і Кунігунди (донька Бертольда, пфальцграфа Швабії). Народився близько 898 року. Після загибелі батька в битві при Прессбурзі (нині Братислава) в 907 році, баварці обрали своїм маркграфом Арнульфа. Невдовзі після того він прийняв титул герцога. У 910 році він одружився з донькою Еберхарда, графа Зюліхгау.
З самого початку стикнувся з вторгненням угорців, які зуміли захопити Східну Баварську марку (сучасна Австрія). У зв'язку з нестачею коштів для організації оборони країни, Арнульф став вдаватися до конфіскацій володінь і майна католицької церкви, за що отримав прізвисько «Злий». У 909 році у битві при Ротті та 910 року у битві при Нойхінзіч зумів відбити напади угорців. Між 910 та 915 роками одружився з донькою графа Зюдіхгау.
У Німеччині Арнульф у 911 році брав участь в обранні Конрада I королем Німеччини. Втім у подальшому виступив проти нього, висловлюючи прагнення німецьких герцогів щодо обмеження королівської влади. Арнульф фактично став незалежним государем, за власним вибором призначав графів та єпископів у своїх володіннях, не брав участі в походах німецьких королів.
Арнульфу вдалося відновити Баварське герцогство, 913 року завдали поразки угорцям при Інні, після чого було укладено перемир'я з ними: тепер у своїх набігах на Німеччину вони проходили Баварію, не зустрічаючи опору, але і не плюндрували володіння герцога.
У 916 році до Баварії вдерся король Конрад I, який переміг Арнульфа. Останній втік до угорського двору князя Арпада. Зумів повернутися лише у 918 році за допомогою угорців після смерті Конрада I.
У «Зальцбурзьких анналах» існує запис про те, що в 919 році Арнульф був обраний королем германців («regno teutonicorum»). Це перша згадка титулу короля Німеччини в джерелах. Хоча історики сумніваються в достовірності цих відомостей, Арнульф I зазвичай включається в список королів Німеччини як антикороль, що виступав проти короля Генріха I Птахолова.
У 921 році війська короля Генріха I вдерлися до Баварії і змусили Арнульфа підкоритися. Герцог за Регенсбурзьким договором визнав зверхність короля над Баварією, за що отримав підтвердження своїх прав на герцогство та право на інвеституру церковних посад. Фактично Баварія була незалежної при номінальною входження до Німеччини.
У 928 році з військом супроводжував Генріха I у поході проти Вацлава I, князя Чехії. У 933 році втрутився у боротьбу за Італійське королівство. Він виступив проти Гуго, короля Нижньої Бургундії, проте зазнав поразки. 936 році брав участь у коронації нового німецького короля Оттона I, де виконував обов'язки маршала.
Незабаром після коронації в Аахені Арнульф помер 14 липня 937 року в Ратісбоні (сучасний Регенсбург) і був похований в абатстві Санкт-Еммеріх.

## Родина
Дружина — Юдіт, донька Еберхарда, графа Зюдіхгау.
Діти:
- Лютпольд
- Еберхард (бл. 912–бл. 940), герцог Баварії у 937—938 роках
- Юдіф (д/н—після 984), дружина Генріха І, герцога Саксонії
- Арнульф (913—954), пфальцграф Баварії у 938—954 роках,вважається засновником Андекської династії
- Герман (д/н—954)
- Бертольд (926——980)
- Генріх
- Людовик (930—після 974)
- Сваніла (925—д/н)